# Harald A. Jahn
Harald A. Jahn (* 1. November 1963 in Wien) ist ein österreichischer Designer, Fotograf und Autor. Als Fachjournalist beschäftigt er sich mit Architektur, Stadtplanung, Wirtschaft, Soziologie und Vernetzung; er betreibt die Website tramway.at, auf der er moderne europäische Stadtverkehrslösungen präsentiert. Von 2001 bis 2009 betrieb er die Galerie Abendstern, die auf erotische Kunst spezialisiert war.

## Arbeiten als Designer (Auswahl)
Als Autodidakt verwirklichte Jahn in den späten 1980er-Jahren Innenarchitektur-Projekte wie Geschäftsumbauten oder Filmsets. Stilistisch sind die damaligen Arbeiten der Postmoderne zuzurechnen. Seit 2003 gestaltet Jahn Wohnungen.
- Club Berlin, 1989
- Bürozentrum Lugeck, 1989
- Diskothek Montevideo, 1990
- Restaurant Stern, 1991
- Ballett der Bahn (Filmset für einen Werbefilm zur Eröffnung des Zentralverschiebebahnhofes Kledering von Peter Weibel), 1986
- Galerie Abendstern, 2000
- Apartment Garbergasse, 2006
- Apartment Yppenplatz, 2011
- Apartment Scholzgasse, 2013
- Apartment Neulerchenfelderstraße, 2017

## Publikationen

### Als Fotograf
- Das Neue Paris, Harenberg 1991, mit Joachim Fritz-Vannahme
- Weinreise durch die Wachau, Harenberg 1992, mit Michael Bull
- Jugendstil in Budapest, Harenberg 1995, mit Andras Skekely
- Harenberg City Guide Paris, 2000, mit Martina Zimmermann
- Harenberg City Guide Wien, 2000, mit Isabella Ackerl
- Harenberg City Guide Budapest, 2000, mit Andras Skekely
- Unentdecktes Wien, Pichler Verlag 2000, mit Isabella Ackerl
- Unbekanntes Wien: Verborgene Schönheit – Schimmernde Pracht, Pichler Verlag 2013 / Styria Verlag 2017, mit Dr. Isabella Ackerl

### Als Fotograf und Autor
- Die Zukunft der Städte. Die französische Straßenbahn und die Wiedergeburt des urbanen Raumes, Phoibos Verlag, Wien 2010, ISBN 978-3-85161-039-0.
- Das Wunder des Roten Wien – Band I: Zwischen Wirtschaftskrise und Art deco, Phoibos Verlag, Wien 2014, ISBN 978-3-85161-075-8
- Das Wunder des Roten Wien – Band II: Aus den Mitteln der Wohnbausteuer, Phoibos Verlag, Wien 2014, ISBN 978-3-85161-076-5
- Kenopsia - Urban Explorations and Lost Places in and around Vienna, Phoibos Verlag, Wien 2019, ISBN 978-3-85161-214-1
- Randschaften – Auf der Suche nach dem Wien unserer Kindheit, Phoibos Verlag, Wien 2021, ISBN 978-3-85161-246-2
- Wiener Straßenbahnremisen – Die Betriebsbahnhöfe der Wiener Straßenbahn von den Anfängen bis heute, Phoibos Verlag 2023, ISBN 978-3-85161-299-8
- Jugendstil in Budapest, Kral-Verlag 2024, ISBN 978-3-99103-288-5

### Als Autor
- Das Verdammte Manuskript, PROverbis, 2017, ISBN 978-3-902838-29-2